# Евелінув (Келецький повіт)
Евелінув (пол. Ewelinów) — село в Польщі, у гміні Лопушно Келецького повіту Свентокшиського воєводства.
Населення — 147 осіб (2011).
У 1975-1998 роках село належало до Келецького воєводства.

## Демографія
Демографічна структура на день 31 березня 2011 року:
|          | Загалом | Допрацездатний вік | Працездатний вік | Постпрацездатний вік |
| -------- | ------- | ------------------ | ---------------- | -------------------- |
| Чоловіки | 74      | 18                 | 47               | 9                    |
| Жінки    | 73      | 9                  | 33               | 31                   |
| Разом    | 147     | 27                 | 80               | 40                   |